# Hieronim Bock
Hieronim Bock (niem. Hieronymus Bock) zwany Tragus (ur. w 1498 w Heidelsheim (Badenia), zm. 21 lutego 1554 w Hornbach (Palatynat)) – duchowny luterański i botanik, jeden z czołowych naturalistów niemieckich epoki Renesansu. Wraz z Ottonem Brunfelsem, Valeriusem Cordusem i Leonhartem Fuchsem zaliczany do wielkiej czwórki ojców niemieckiej botaniki.